# Patio Padre Las Casas
Patio Padre Las Casas es un centro comercial del Gran Temuco, Chile, perteneciente al Grupo Patio. Se ubica en la avenida Maquehue 1244, esquina de Martín Alonqueo, en la comuna de Padre Las Casas. Cuenta con una sucursal del supermercado Unimarc como tienda ancla, y con otros catorce locales comerciales menores. Su superficie comercial útil es de 2391 metros cuadrados, en un terreno de 7478 metros cuadrados. Su estacionamiento posee espacio para 105 vehículos. Sus activos administrados son 89 363 unidades de fomento (3 141 000 dólares estadounidenses de 2020). Fue abierto al público el 9 de diciembre de 2013.

## Transporte público

### Autobuses urbanos
Las líneas de microbuses que pasan por el centro comercial son las siguientes:
- 3A: Boyeco-Pulmahue.
- 3B: Trabunco-Pulmahue.
- 3C: Chivilcán-Monberg.
- 8A: Vista Verde-Pulmahue.
- 8B: Vista Verde-Pulmahue.
- 8C: Quepe-Pulmahue.
- 10B: Santa Elena de Maipo-Padre Las Casas.
- 10C: Santa Elena de Maipo-Padre Las Casas.

### Taxis colectivos
Las líneas de taxis colectivos que pasan por el centro comercial son:
- 13: Estación-Pulmahue.
- 13A: El Sauce-San Andrés.